# Manteau supérieur
Le manteau supérieur de la Terre est une couche de roche très épaisse à l'intérieur de la planète, qui commence juste sous la croûte (à environ 10 km sous les océans et environ 35 km sous les continents) et se termine au sommet du manteau inférieur à 670 km. Les températures varient d'environ 440 °C (700 K) à la limite supérieure avec la croûte océanique à environ 1 600 °C (1 900 K) à la frontière avec le manteau inférieur. Le matériau du manteau supérieur qui est venu à la surface à la suite d'éruptions volcaniques qui ont arraché des bouts du manteau en remontant, c'est pour cela que l'on peut observer des péridotites inclus dans des gabbros[pourquoi ?] comprend environ 55 % d'olivine, 35 % de pyroxène et de 5 à 10 % du minéral porteur de l'aluminium (sous forme d'oxyde d'aluminium), à savoir le plagioclase, le spinelle ou le grenat, selon la profondeur.

## Structure sismique

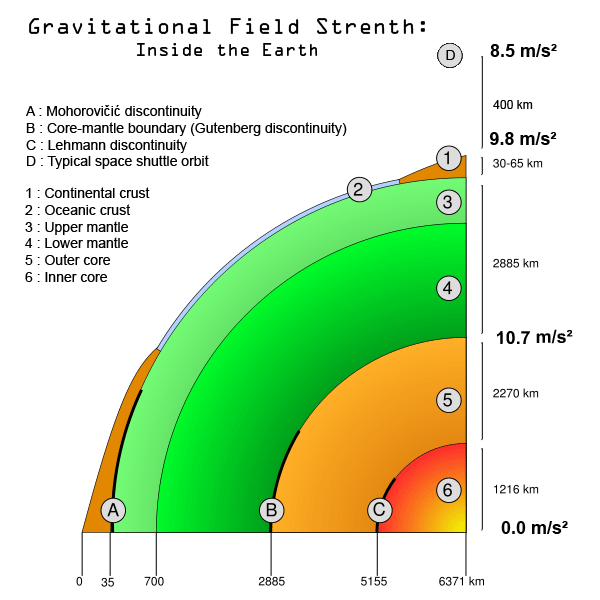
1 = croûte continentale, 2 = croûte océanique, 3 = manteau supérieur, 4 = manteau inférieur, 5+6 = noyau interne, A = limite croûte-manteau (discontinuité de Mohorovičić)

Le profil de densité des profondeurs de la Terre a été déterminé à partir de la vitesse des ondes sismiques. La densité augmente progressivement dans chaque couche, principalement en raison de la compression de la roche à des profondeurs plus importantes. Des changements brusques de densité se produisent lorsque la structure minéralogique, et éventuellement sa composition chimique, du matériau change.
Le manteau supérieur commence juste sous la croûte et se termine aux limites du manteau inférieur. Le manteau supérieur est à l'origine du mouvement des plaques tectoniques.
La croûte et le manteau terrestre se distinguent par leur composition, tandis que la lithosphère et l'asthénosphère se définissent par un changement des propriétés mécaniques.
Le sommet du manteau est défini par une augmentation soudaine de la vitesse des ondes sismiques, qu'Andrija Mohorovičić a notée pour la première fois en 1909. Cette limite est aujourd'hui appelée discontinuité de Mohorovičić ou « moho ».
Le moho marque la base de la croûte et varie de 10 km à 70 km sous la surface de la Terre. La croûte océanique est plus fine que la croûte continentale et son épaisseur est généralement inférieure à 10 km. La croûte continentale a une épaisseur d'environ 35 km, mais la grande racine crustale située sous le plateau tibétain a une épaisseur d'environ 70 km.
L'épaisseur du manteau supérieur est d'environ 640 km. L'ensemble du manteau est d'environ 2 900 km d'épaisseur, ce qui signifie que le manteau supérieur ne représente qu'environ 20 % de l'épaisseur totale du manteau.

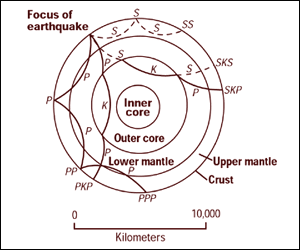
Coupe transversale de la Terre, montrant les trajectoires des ondes sismiques. Les chemins se courbent car les différents types de roches trouvés à différentes profondeurs modifient la vitesse des vagues. Les ondes S ne traversent pas le noyau

La limite entre le manteau supérieur et inférieur est une discontinuité de 640 km. Les tremblements de terre à faible profondeur résultent de failles décrochantes, cependant, en dessous d'environ 50 km, les conditions de chaleur et à haute pression inhibent la sismicité supplémentaire. Le manteau est visqueux et incapable de créer des failles. Cependant, dans les zones de subduction, des séismes sont observés jusqu'à 670 km.

### Discontinuité de Lehmann
La discontinuité de Lehmann est une augmentation brutale des vitesses d'ondes P et ondes S à une profondeur de 220 km. Il s'agit d'une « discontinuité de Lehmann » différente de celle qui sépare les noyaux interne et externe de la Terre étiquetés dans l'image de droite.

### Zone de transition
La zone de transition est la partie du manteau supérieur qui est située entre la profondeur d'environ 410 km, à laquelle une transition de phase[Laquelle ?] se produit, et celle d'environ 670 km, la limite avec le manteau inférieur.
Le modèle actuel explique que cela se produit à la suite du réarrangement de la structure cristalline de l'olivine pour former une structure cristalline plus dense, ce qui s'appelle une transition de phase, en réponse à l'augmentation de la pression avec la profondeur. À plus grande profondeur que 670 km, l'augmentation de pression provoque la transformation des minéraux de la ringwoodite en deux nouvelles phases plus denses, la bridgmanite et la périclase. Ce changement peut être perçu grâce aux ondes sismiques des tremblements de terre, qui sont converties, réfléchies ou réfractées à la frontière — et prédites à partir de modèles de physique minérale — ; en effet, les changements de phase dépendent de la température et de la densité et donc de la profondeur.

### Discontinuité des 410 km
Le seul pic observé dans toutes les données sismologiques à 410 km, est prédit par la transition unique de α- à β- Mg2SiO4 (d'olivine à wadsleyite). Selon la formule de Clausius-Clapeyron, cette discontinuité devrait être moins profonde dans les régions plus froides, telles que les dalles de subduction, et plus profonde dans les régions plus chaudes, telles que les panaches du manteau.

### Discontinuité des 670 km
C'est la discontinuité la plus complexe qui marque la limite entre le manteau supérieur et inférieur. Elle n'apparaît dans les précurseurs PP — ondes qui se réfléchit sur la discontinuité une fois — que dans certaines régions mais est toujours apparent dans les précurseurs SS. Elle est considérée comme des réflexions simples et doubles dans les fonctions du récepteur pour les conversions P vers S sur une large gamme de profondeurs (640–720 km). La courbe de Clapeyron place une discontinuité à plus grande profondeur dans les régions plus froides et une discontinuité à moins grande profondeur dans les régions plus chaudes. Cette zone est généralement liée au passage de la ringwoodite à un assemblage de bridgmanite et périclase. Ceci se caractérise d'un point de vue thermodynamique par une réaction endothermique et crée un saut de viscosité. Ces deux caractéristiques font que cette transition de phase joue un rôle important dans les modèles géodynamiques.

### Autres discontinuités
Il existe une autre transition de phase majeure prédite à 520 km pour la transition de l'olivine (β à γ) et du grenat dans le manteau de pyrolite. Celui-ci n'a été observé que sporadiquement dans les données sismologiques.
D'autres transitions de phase non globales ont été suggérées à une gamme de profondeurs,.

## Température et pression
Les températures varient d'environ 227 °C à la limite supérieure avec la croûte à environ 3 900 °C à la limite noyau-manteau. À la base du manteau supérieur, la température est de 1 600 °C. Bien que la température élevée dépasse de loin les points de fusion des roches du manteau à la surface, le manteau est presque exclusivement solide.
L'énorme pression lithostatique exercée sur le manteau empêche la fusion car le solidus (température à laquelle démarre la fusion) augmente avec la pression. La pression augmente à mesure que la profondeur augmente, car les matériaux situés en dessous doivent supporter le poids de tous les matériaux situés au-dessus d'eux. On pense que l'ensemble du manteau se déforme comme un fluide sur de longues échelles de temps, avec une déformation plastique permanente.
La pression la plus élevée du manteau supérieur est 24 GPa (237 000 atm) par rapport au bas du manteau qui est 136 GPa (1 340 000 atm),.
Les estimations de la viscosité du manteau supérieur varient entre 1019 et 1024 Pa·s, en fonction de la profondeur, de la température, de la composition, de l'état de contrainte et de nombreux autres facteurs. Le manteau supérieur ne peut s'écouler que très lentement. Cependant, lorsque des forces importantes sont appliquées au manteau supérieur, celui-ci peut s'affaiblir, et l'on pense que cet effet joue un rôle important dans la formation des limites de plaques tectoniques.
Bien que la viscosité ait tendance à augmenter avec la profondeur, cette relation est loin d'être linéaire et montre des couches avec une viscosité considérablement réduite, en particulier dans le manteau supérieur et à la frontière avec le noyau.

## Mouvement
La différence de température entre la surface de la Terre et le noyau externe et le fait que les roches cristallines à haute pression et haute température puisse subir une déformation lente, rampante et visqueuse sur des millions d'années, sont responsables d'une circulation convective de la matière dans le manteau.
Les matières minérales chaudes remontent sous forme de magma, tandis que les matériaux plus froids (et plus lourds) descendent. Le mouvement vers le bas des matières se produit aux limites des plaques convergentes appelées zones de subduction. Les emplacements à la surface qui se trouvent au-dessus des panaches devraient avoir une altitude élevée (en raison de la flottabilité du panache plus chaud et moins dense en-dessous) et présenter un volcanisme de points chauds.

## Composition minérale
Les données sismiques ne sont pas suffisantes pour déterminer la composition du manteau. L'observation des roches exposées à la surface et d'autres indices révèlent que le manteau supérieur est constitué de minéraux mafiques, d'olivine et de pyroxène, et que sa densité est d'environ 3,33 g/cm3.
Les matériaux du manteau supérieur qui sont remontés à la surface comprennent environ 55 % d'olivine et 35 % de pyroxène, ainsi que 5 à 10 % d'oxyde de calcium et d'oxyde d'aluminium. Le manteau supérieur est principalement constitué de péridotite, composée essentiellement de proportions variables de minéraux tels que l'olivine, le clinopyroxène, l'orthopyroxène et une phase alumineuse. La phase alumineuse est constituée de plagioclase dans le manteau supérieur, puis de spinelle et enfin de grenat en dessous de 100 kilomètres environ. Progressivement dans le manteau supérieur, les pyroxènes deviennent moins stables et se transforment en grenat majoritique.
On a observé que les olivines et les pyroxènes subissent des changements de structure en profondeur sous l'effet de l'augmentation de la pression, ce qui explique la présence de discontinuités dans les courbes de densité. Lorsque la structure minérale se transforme en une matière plus dense, la vitesse sismique augmente subitement, créant ainsi une discontinuité.
Les transitions de phase isochimiques de l'olivine à la wadsleyite et la ringwoodite ont lieu en haut de la zone de transition. Contrairement à l'olivine qui est normalement anhydre, ces polymorphes d'olivine à haute pression ont une grande capacité à stocker des molécules d'eau dans leur structure cristalline. Cela a conduit à l'hypothèse que la zone de transition pourrait contenir une grande quantité d'eau.
À l'intérieur de la Terre, l'olivine est présente dans le manteau supérieur à des profondeurs inférieures à 410 km, et la ringwoodite est supposée se trouver dans la zone de transition entre 520 et 670 km de profondeur. Les discontinuités de l'activité sismique à environ 410 km, 520 km et 670 km de profondeur ont été attribuées à des changements de phase impliquant l'olivine et ses polymorphes.
À la base de la zone de transition, la ringwoodite se décompose en bridgmanite (anciennement appelée perovskite de silicate de magnésium) et en ferropériclase. Le grenat devient également instable à la base de la zone de transition ou légèrement en-dessous.
Les kimberlites explosent depuis l'intérieur de la terre et projettent parfois des fragments de roche dans le magma. Certains de ces fragments xénolithiques sont des diamants qui ne peuvent provenir que des pressions plus élevées sous la croûte terrestre. Les roches qui les accompagnent sont des nodules ultramafiques et des péridotites.

## Composition chimique
La composition du manteau supérieur ressemble à celle de la croûte. Toutefois, les minéraux et les roches du manteau ont contiennent généralement plus de magnésium et moins de silicium et d'aluminium que ceux de la croûte. L'oxygène, le magnésium, le silicium et le fer sont les quatre premiers éléments les plus abondants dans le manteau supérieur.
| Composés | Masse   |
| -------- | ------- |
| SiO2     | 44,71 % |
| MgO      | 38,73 % |
| FeO      | 8,18 %  |
| Al2O3    | 3,98 %  |
| CaO      | 3,17 %  |
| Cr2O3    | 0,57 %  |
| NiO      | 0,24 %  |
| MnO      | 0,13 %  |
| Na2O     | 0,13 %  |
| TiO2     | 0,13 %  |
| P2O5     | 0,019 % |
| K2O      | 0,006 % |

## Exploration

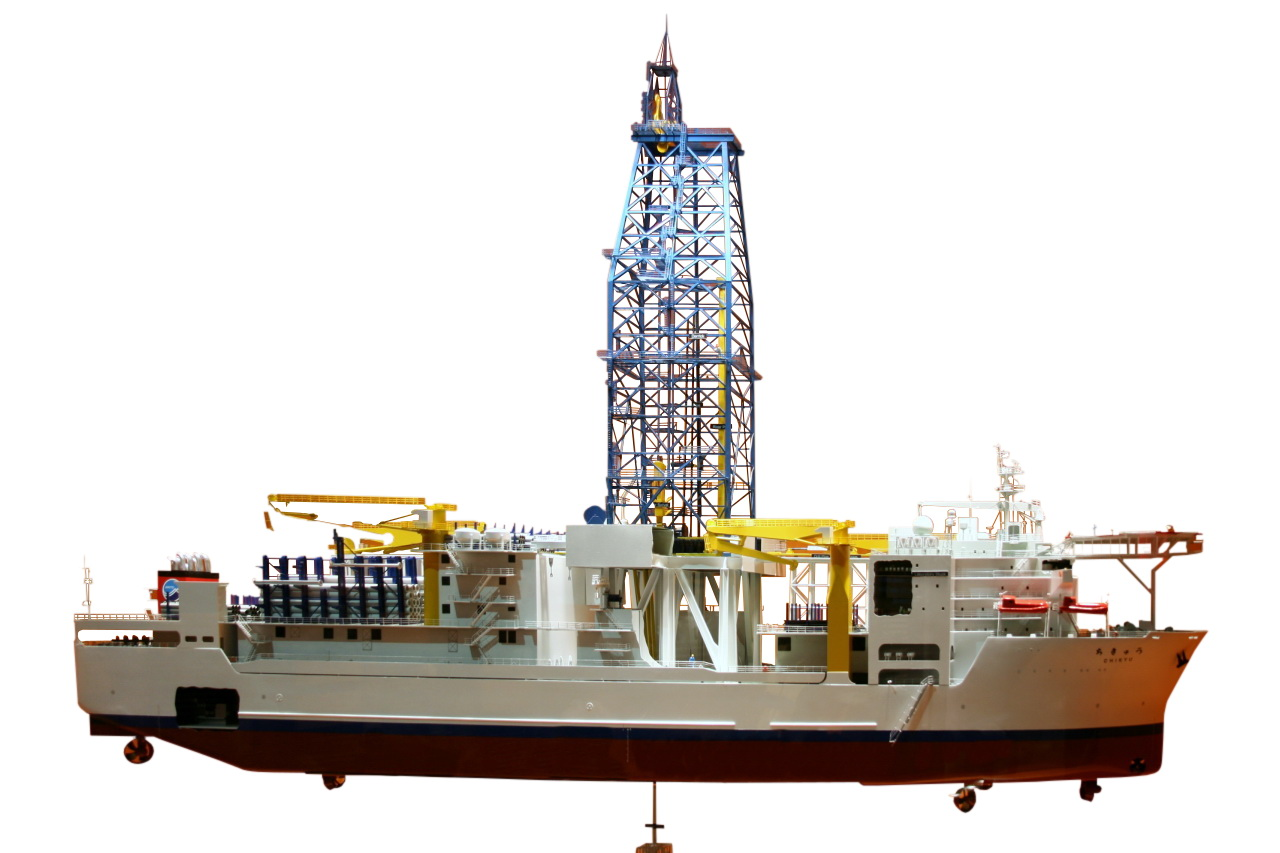
Navire de forage Chikyu

L'exploration du manteau est généralement menée en mer par le plancher océanique plutôt que sur terre en raison de l'épaisseur relative de la croûte océanique, comparée à celle de la croûte continentale.
La première opération connue d'exploration du manteau, sous le nom de projet Mohole, a été tentée et abandonnée en 1966 après plusieurs échecs et dépassements de coûts. La plus grande profondeur atteinte était d'environ 180 mètres. En 2005, un forage océanique a atteint 1 416 mètres sous le plancher océanique à partir du navire de forage océanique JOIDES Resolution.
Le 5 mars 2007, une équipe de scientifiques embarquée à bord du RRS James Cook s'est rendue dans une zone du plancher océanique de l'Atlantique où le manteau est exposé sans aucune croûte, à mi-chemin entre les îles du Cap-Vert et la mer des Caraïbes. Le site exposé se trouve à environ 3 km sous la surface de l'océan et couvre des milliers de kilomètres carrés,,.
La mission Chikyu Hakken a eu pour objectif de forer le fond marin jusqu'à une profondeur de 7 000 m à l'aide du navire japonais Chikyū. Le 27 avril 2012, Chikyū a atteint une profondeur de 7 740 m sous le niveau de la mer, établissant ainsi un nouveau record mondial pour le forage en haute mer. Cependant, ce record a depuis été battu par l'unité de forage offshore Deepwater Horizon, qui a atteint une longueur totale de chaîne de forage verticale de 10 062 m lors de son opération sur le prospect Tibre dans le champ de Mississippi Canyon, Golfe du Mexique aux États-Unis. Le précédent record de forage en haute mer avait été établi par le navire américain Glomar Challenger en 1978, qui avait atteint une profondeur de 7 049,5 m sous le niveau de la mer dans la fosse des Mariannes. Le 6 septembre 2012, le navire de forage scientifique en haute mer Chikyū a établi un nouveau record mondial en forant et en obtenant des échantillons de roche à plus de 2 111 m de profondeur sous le fond marin, au large de la péninsule de Shimokita dans le nord-ouest de l'océan Pacifique.
Une méthode originale d'exploration des quelques centaines de kilomètres les plus importants de la Terre a été proposée en 2005. Il s'agit d'utiliser une petite sonde dense, génératrice de chaleur, qui fond à travers la croûte et le manteau tandis que sa position et sa progression sont suivies par des signaux acoustiques générés dans les roches. La sonde est constituée d'une sphère extérieure en tungstène d'environ 1 m de diamètre et d'un cœur en cobalt 60 servant de source de chaleur radioactive. Elle devrait mettre une demi-année pour atteindre le moho océanique.
L'exploration peut également être facilitée par des simulations informatiques de l'évolution du manteau. En 2009, une application de superordinateur a permis de mieux comprendre la répartition des dépôts minéraux, en particulier des isotopes du fer, à partir du moment où le manteau s'est formé, il y a 4,5 milliards d'années.